# Can Rabassa (Santa Coloma de Farners)
Can Rabassa és una masia de Santa Coloma de Farners (Selva) inclosa a l'Inventari del Patrimoni Arquitectònic de Catalunya.

## Descripció
És un edifici de tres plantes amb vessants a laterals. Les obertures de la casa són quadrangulars amb llinda monolítica, entre les quals destaca una finestra cantonera a la banda esquerra situada a la segona planta. Algunes de les obertures, com és el cas de la finestra de la planta baixa, a la façana, estan envoltades per rajols, formant un arc rebaixat. A la planta baixa hi ha dues portes d'accés, rectangulars amb llinda monolítica, una d'elles amb la inscripció de 1720, i sobre la porta principal, una espitllera de defensa. Es pot veure també, una placa que indica el número de la casa, és el 14. Destaquen al segon pis, i a la façana, tres finestres d'arc de mig punt. A la dreta hi ha un rellotge de sol. El parament dels murs és sense arrebossar, de pedra vista, i als cantons hi ha fileres de carreus ben tallats.
Es tracta d'una masia d'estructura complexa a causa de reformes i ampliacions, sobretot a la planta superior i la banda esquerra de la casa on s'hi han adossat nombroses dependències posteriorment.